# Villa Carlotta
Villa Carlotta è un edificio sito nel comune di Tremezzina in provincia di Como e posto sulle rive del Lago di Como. La villa è celebre sia per le raccolte d'arte conservate al suo interno, sia per il vasto giardino botanico che la circonda, parte del circuito Grandi Giardini Italiani.
La costruzione della villa, in origine denominata Villa Clerici, fu iniziata nel 1690 per volere del marchese Giorgio II Clerici, presidente del Senato di Milano ed esponente di una famiglia di banchieri e commercianti.
Nel 1801 la proprietà venne acquistata da Gian Battista Sommariva, all'epoca Presidente del Comitato di Governo della Repubblica Cisalpina. Personaggio illustre a Milano e collezionista d'arte, in contatto con i più illustri artisti del periodo, il Sommariva modificò gli interni della villa al fine di arricchirla con opere provenienti dalla sua collezione, che resero la villa nota in tutta Europa e luogo di interesse per personaggi come Stendhal, Lady Morgan e Flaubert.
Nel 1843 la villa venne acquistata dalla principessa Marianna di Orange-Nassau, moglie del principe Alberto di Prussia, che quattro anni dopo, nel 1847, la donò alla figlia Carlotta, da cui il nome odierno Villa Carlotta, quando sposò Giorgio II, gran duca di Sassonia-Meiningen.
In seguito allo scoppio della prima guerra mondiale, la villa, in quanto bene appartenente a cittadini di stati nemici, fu soggetta a sindacato e attraversò oltre un decennio travagliato che si concluse il 12 maggio 1927 quando venne costituito l'Ente Morale Villa Carlotta che tutt'oggi gestisce la villa e i giardini.

## Storia
La villa sorge come un edificio di grande imponenza, all'estremità settentrionale del comune di Tremezzina, e il suo ingresso si affaccia sul lago, principale punto di accesso alla villa all'epoca della sua costruzione e fino alla metà del secolo scorso. La sua posizione permette una vista sulla penisola di Bellagio e sulle montagne che circondano il lago. La costruzione della villa risale all'ultimo decennio del Seicento, ed è rappresentativa dell'architettura di villa sul Lago di Como in età barocca.

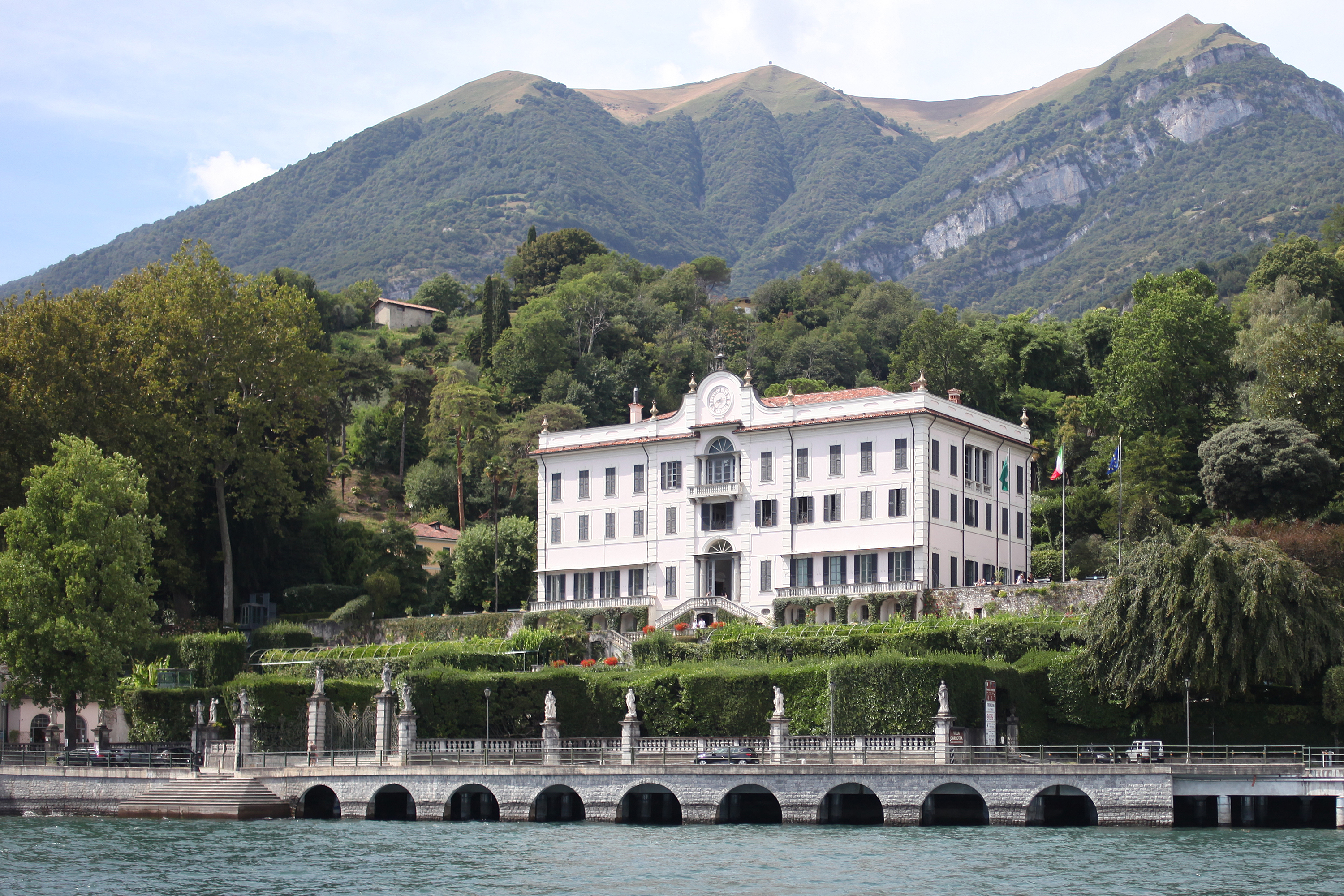
Veduta della villa dal lago.

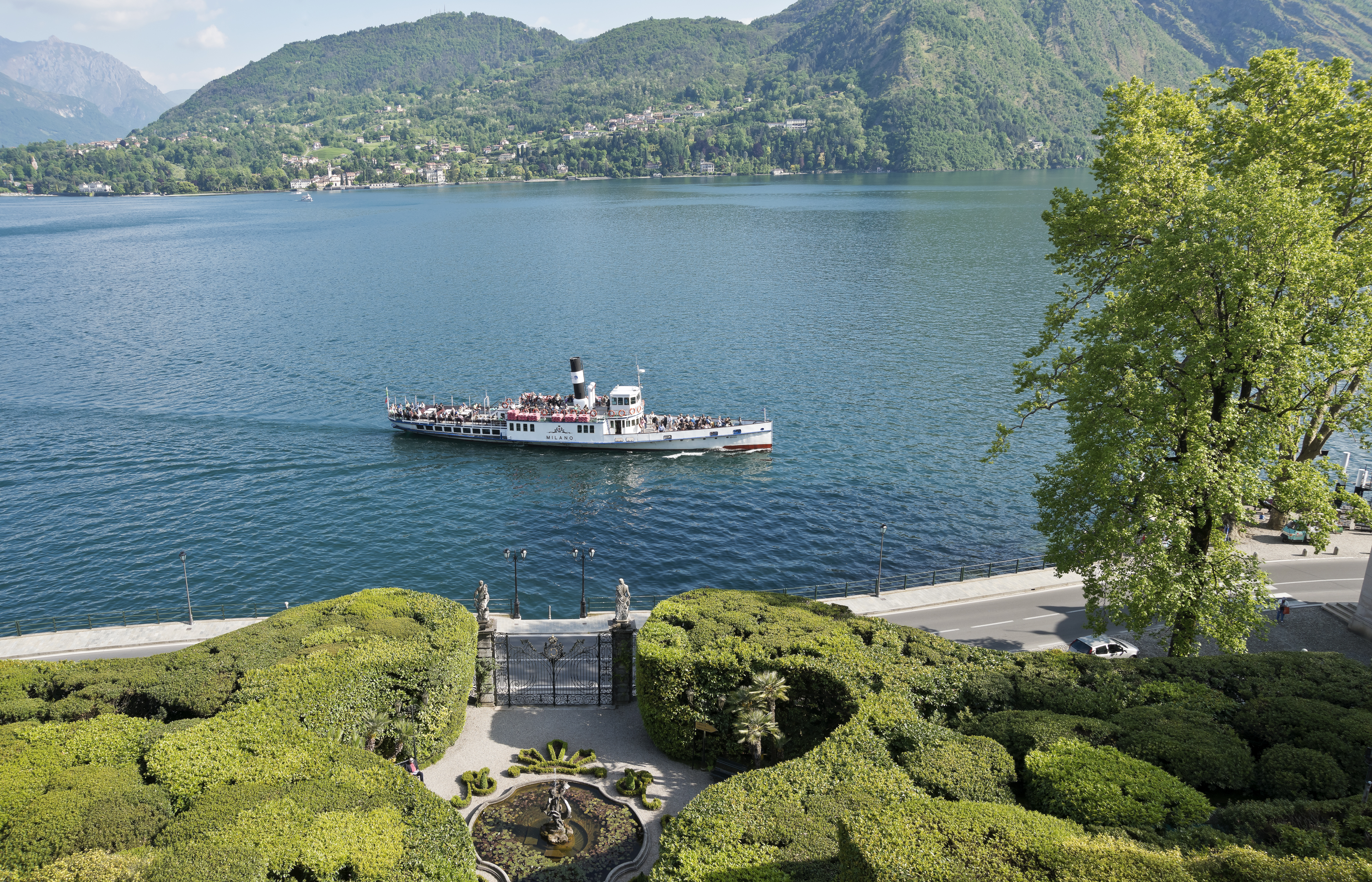
Vista del lago dai giardini della villa.

### I Clerici
Originariamente nota con il nome di Villa Clerici, la villa fu costruita a cavallo tra la fine del '600 e l'inizio del '700 dal marchese Giorgio II Clerici, autorevole personaggio milanese dell'epoca. La famiglia Clerici, presumibilmente originaria della zona del lago, doveva la sua fortuna alle attività commerciali del nonno Giorgio I e dei due figli, Pietro Antonio, investito dal titolo di marchese, e Carlo. Giorgio II, figlio di Carlo, erediterà dal padre diverse proprietà a Milano e in Brianza, una notevole ricchezza e una posizione sociale di rilievo. La villa venne costruita come celebrazione del successo economico e sociale dei Clerici, e come luogo di rappresentanza e di svago.
Alla morte di Giorgio II, le ricchezze della famiglia, compresa la villa, passarono al nipote ventunenne Anton Giorgio Clerici, che completò la costruzione dell'edificio. Anton Giorgio Clerici, marchese di Cavenago, barone di Sozzago, cavaliere del Toson d'oro e patrizio milanese, e affascinante personaggio dell'epoca, noto anche per aver fatto affrescare il salone della sua dimora milanese dal Tiepolo, morì nel 1768 dopo aver dissipato la ricchezza ricevuta in eredità dal bisnonno.
La proprietà della villa passò quindi all'unica figlia, Claudia, sposa del Conte Vitaliano Bigli, la quale nel 1801 si vide costretta alla vendita dell'immobile di famiglia.

### I Sommariva
Nel 1801 la villa venne acquistata da Gian Battista Sommariva, originario di Sant'Angelo Lodigiano, abile politico del post rivoluzione francese, collezionista d'arte e amico personale di Napoleone Bonaparte.
Nel 1802, a seguito della nomina del rivale Francesco Melzi al ruolo di vicepresidente della nascente Repubblica Italiana, la carriera politica del Sommariva fu improvvisamente interrotta. Sommariva, decise quindi, anche come forma di rivincita nei confronti del rivale, di dedicarsi al collezionismo d'arte. Attività che lo portò ad entrare in contatto con i più celebri artisti dell'epoca tra cui tra i quali Canova, David, Girodet, Prud'hon e Thorvaldsen.
Villa Carlotta, acquistata in origine a dimostrazione della posizione sociale acquisita dal Sommariva, divenne così un vero e proprio museo che attirava visitatori illustri da ogni parte d'Europa.
La villa si arricchí con capolavori, soprattutto di scultura, tra cui opere di Antonio Canova e della sua scuola e di Bertel Thorvaldsen come Palamede, Amore e Psiche, Tersicore e il monumentale fregio con i Trionfi di Alessandro Magno. Sommariva collezionava anche arte contemporanea, come Una Nevicata dalle atmosfere ovattate, dipinta da Francesco Fidanza, che oggi è alla Galleria d'arte moderna di Milano. Nelle sale della villa giunse anche il manifesto dell'arte romantica italiana, dipinto da Hayez: l'Ultimo bacio di Romeo e Giulietta.
Al fine di ospitare l'imponente numero di opere d'arte, la villa subì alcune modifiche strutturali. Tra gli interventi, alcune modifiche nella facciata, con l'inserimento di una balaustra di sostegno a un orologio, sotto la quale venne realizzata una loggia balconata. Vennero inoltre rimosse le decorazioni e gli arredi settecentischi. Il parco alle spalle della villa venne trasformato in giardino all'inglese.
Nel 1826, alla morte del conte, egli venne sepolto all'interno dell'oratorio annesso in un monumento funebre realizzato dallo scultore Pompeo Marchesi; la villa passò in eredità all'unico figlio in vita, Luigi. Alla morte prematura di questi avvenuta nel 1838, la proprietà passò alla moglie Emilia Seillère, originaria di una nobile famiglia francese, e ai parenti secondari.

### I Sassonia-Meiningen
Nel 1843, la villa insieme a quanto rimasto della ricca collezione d'arte ottocentesca, fu acquistata per 780.000 lire austriache dalla principessa Marianna di Orange-Nassau, moglie del principe Alberto di Prussia. La coppia donò l'edificio alla figlia Carlotta di Prussia, personaggio che finì per dare il nome alla villa, in occasione delle nozze con il duca Giorgio II, principe ereditario di Sassonia-Meiningen, celebrate nel 1850.
Nel 1855, a seguito della morte prematura di Carlotta, la villa passo in eredità al marito, e quindi alla casata tedesca, che ne fece la propria dimora di villeggiatura.
Durante il periodo di proprietà tedesca l'edificio non subì modifiche di rilievo. Vennero aggiunti motivi decorativi neo rinascimentali e pompeiani, da parte di artisti tedeschi e italiani, tra cui Ludovico Pogliaghi, e vennero venduti gli ultimi pezzi della collezione del Sommariva ad eccezione dei grandi dipinti e di alcune sculture. Negli anni 1910 venne invece costruito l'attuale tratto di via Regina che passa tra la villa e il lago, costruzione che richiese la demolizione di alcuni edifici di servizio affacciati direttamente sul lago, tra cui parte della darsena (che venne completamente smantellata intorno al 1950).
Alla casata tedesca spetta invece il merito della cura particolare del parco. Appassionati di botanica, il duca Giorgio II insieme al figlio Bernardo III, si prodigarono per lo sviluppo e l'arricchimento del giardino, che ancora oggi è di grande pregio storico e architettonico. Nel parco sono presenti oltre 150 varietà di azalee, ma ci sono anche antiche camelie, rododendri, cedri e sequoie secolari, platani ed essenze esotiche.
Alla morte di Giorgio II la proprietà passò al figlio, duca Bernardo III.
Agli inizi del Novecento, alla scuola di Lodovico Pogliaghi fu affidato il compito di eseguire una serie di decorazioni neocinquecentesche nei locali a pianterreno e nella galleria. Tali opere si trovano nella sala dedicata al Pogliaghi.
Nel novembre del 1909, la villa ospitò la dirigente d'azienda americana Harriet White Fisher che l'aveva presa in affitto per trascorrervi abitualmente le proprie vacanze. In quell'anno la villa fu una delle tappe del giro intorno al mondo intrapreso dalla donna a bordo di una locomobile.
Il 7 maggio 1915, prima della dichiarazione di guerra dell'Italia contro l'Austria, Max Wundel, intendente della villa e uomo di fiducia dei Sassonia-Meiningen rientrò in Germania, lasciando la villa alla custodia del capo giardiniere. Quest'ultimo mantenne costanti e dettagliati rapporti con la casata tedesca, per tramite del console svizzero a Milano, fino al 18 settembre 1916, data in cui, la villa fu sottoposta a sindacato e affidata al capitano della Guardia di Finanza della compagnia di Menaggio, Giovanni Baschenis dapprima e Alberto Passeri successivamente.
Durante il periodo di sindacato, venne prodotto un dettagliato inventario - tutt'oggi in uso - dei beni presenti nella villa e della loro distribuzione. Lo scopo del sindacato era quello di garantire e vigilare sull'integrità del patrimonio, la proprietà dei quali rimaneva dei Sassonia-Meiningen.
Il periodo di sindacato si concluse a fine del 1919 con il rientro di Max Wundel, che dopo aver ripreso le redini della gestione della villa si prodigó per riaprire l'edificio e i suoi giardini al pubblico, attività che era stata interrotta durante il periodo di Sindacato.

### Ente Morale Villa Carlotta
La villa fu affidata ad un amministratore in quanto proprietà di un cittadino nemico, e passò in seguito ad un apposito ente che ne ha ulteriormente valorizzato il museo e i notevoli giardini.

## Descrizione
La costruzione si presenta come un edificio di grande imponenza, ma, rispetto ai canoni dell'epoca, anche molto sobrio. È articolata in tre piani.
Le opere di arte esposte si trovano prevalentemente al piano inferiore, mentre quello superiore, dotato di una elegantissima galleria, mostra la villa prevalentemente dal punto di vista abitativo.
Tra le opere ospitate nella villa spiccano L'ultimo addio di Giulietta e Romeo (1823) di Hayez(autore anche di altri dipinti conservati nell'omonima sala), una statua di Palamede (1803-1804) e alcuni gessi di Antonio Canova, oltre a una replica di Amore e Psiche realizzata da Adamo Tadolini. Da segnalare anche: un Ingresso di Francesco I in Vienna dopo la Pace di Parigi - bassorilievo di Luigi Acquisti, autore anche dell'opera Marte e Venere (1805) situata in mezzo alla sala dei marmi; L'apoteosi di Napoleone Imperatore (1808), compreso in una serie di affreschi dell'Appiani (alcuni dei quali traslati da Palazzo Reale di Milano dopo i bombardamenti del 1943); una Lettura del VI libro dell'Eneide (1820) raffigurata da Wicar; la scultura Coppia di fauni, opera di Camillo Pacetti; una Speziera di un chiostro (1823) dipinta da Giovanni Migliara; il gruppo Amore con le colombe, scolpito da Luigi Bienaimé; un centro tavola realizzato dall'orafo Giacomo Raffaelli; alcuni cassettoni eseguiti da Giuseppe Maggiolini e dipinti dall'Appiani. Un altro quadro della ex-collezione Sommariva è l'Ultima comunione di Atala, opera di Pierre-Jérôme Lordon (1808).
Una sala della villa ospita inoltre una ricca collezione di arazzi tardosettecenteschi.

### Giardino botanico

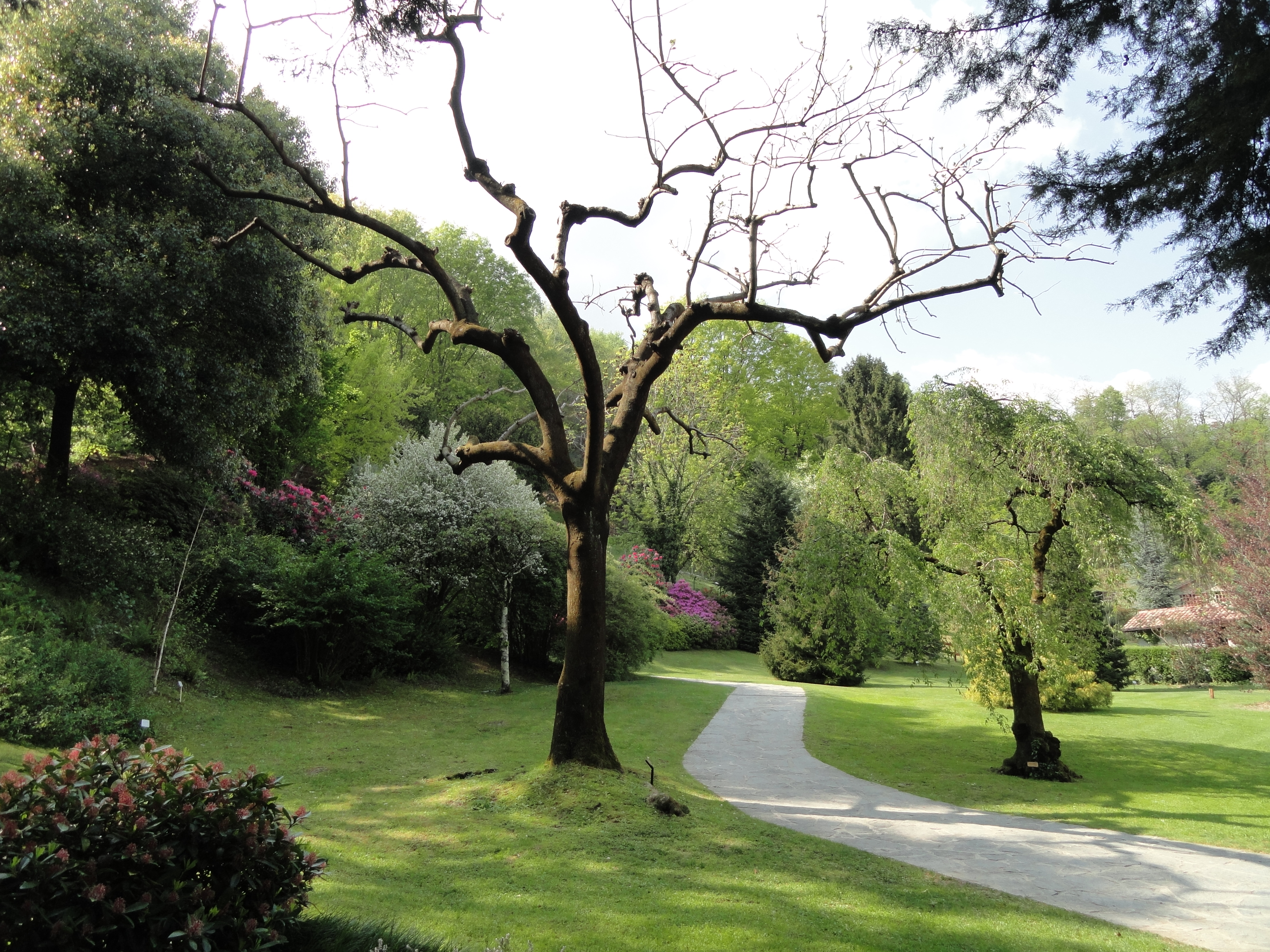
Villa Carlotta (Tremezzo)

Il giardino terrazzato ospita oltre 500 specie di piante, favorite nella fioritura dalla dolcezza del clima. Nel giardino si trovano pergolati di agrumi, siepi di camelie, 150 varietà di azalee, rododendri, piante tropicali, la valle delle felci australi, palme, cedri, il giardino di bambù e conifere secolari. La serra utilizzata in inverno per gli agrumi è stata trasformata in un museo degli antichi attrezzi agricoli in uso nella villa.